# خافيير غونزاليس غارزا
خافيير غونزاليس غارزا (بالإسبانية: Javier González Garza)‏ هو رياضياتي وسياسي مكسيكي، ولد في 12 يوليو 1945 في مونتيري في المكسيك. حزبياً، نشط في حزب الثورة الديمقراطية. وقد انتخب عضو مجلس النواب المكسيك.